# Raue Stechwinde
Die Raue Stechwinde (Smilax aspera) ist eine Pflanzenart aus der Gattung Stechwinden (Smilax) innerhalb der Familie der Stechwindengewächse (Smilacaceae). Sie gedeiht im Mittelmeerraum, in Afrika und Asien.

## Beschreibung

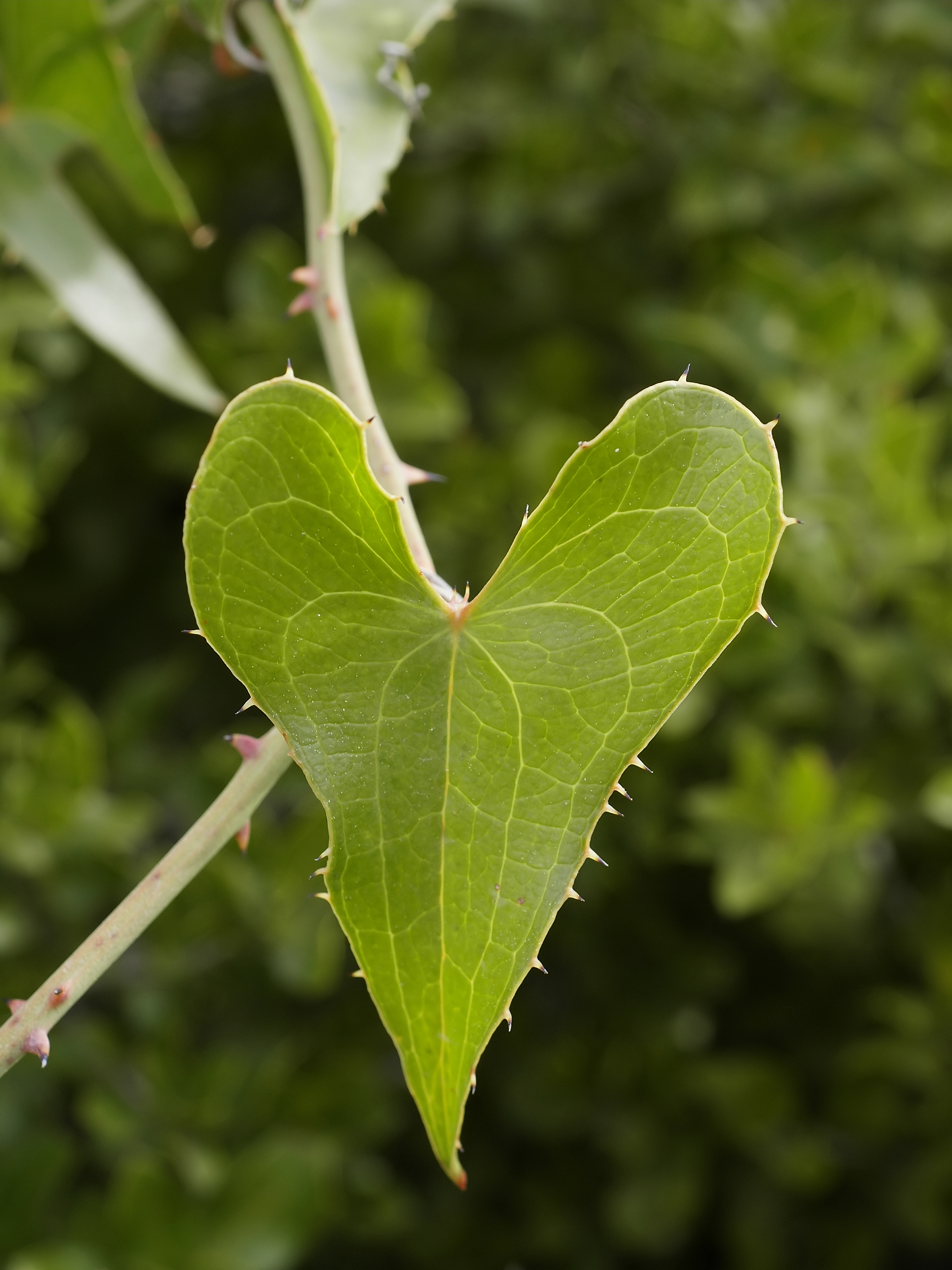
Laubblatt

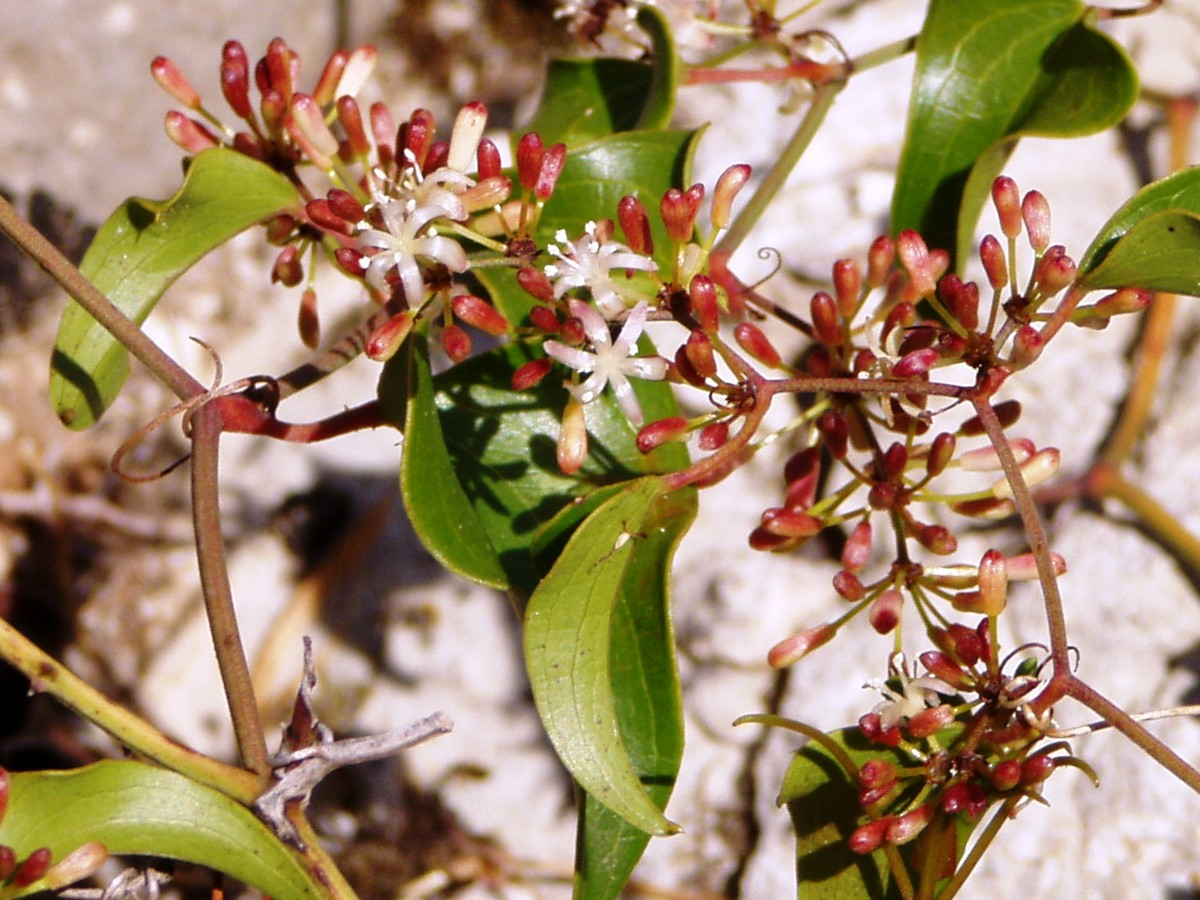
Blütenstand

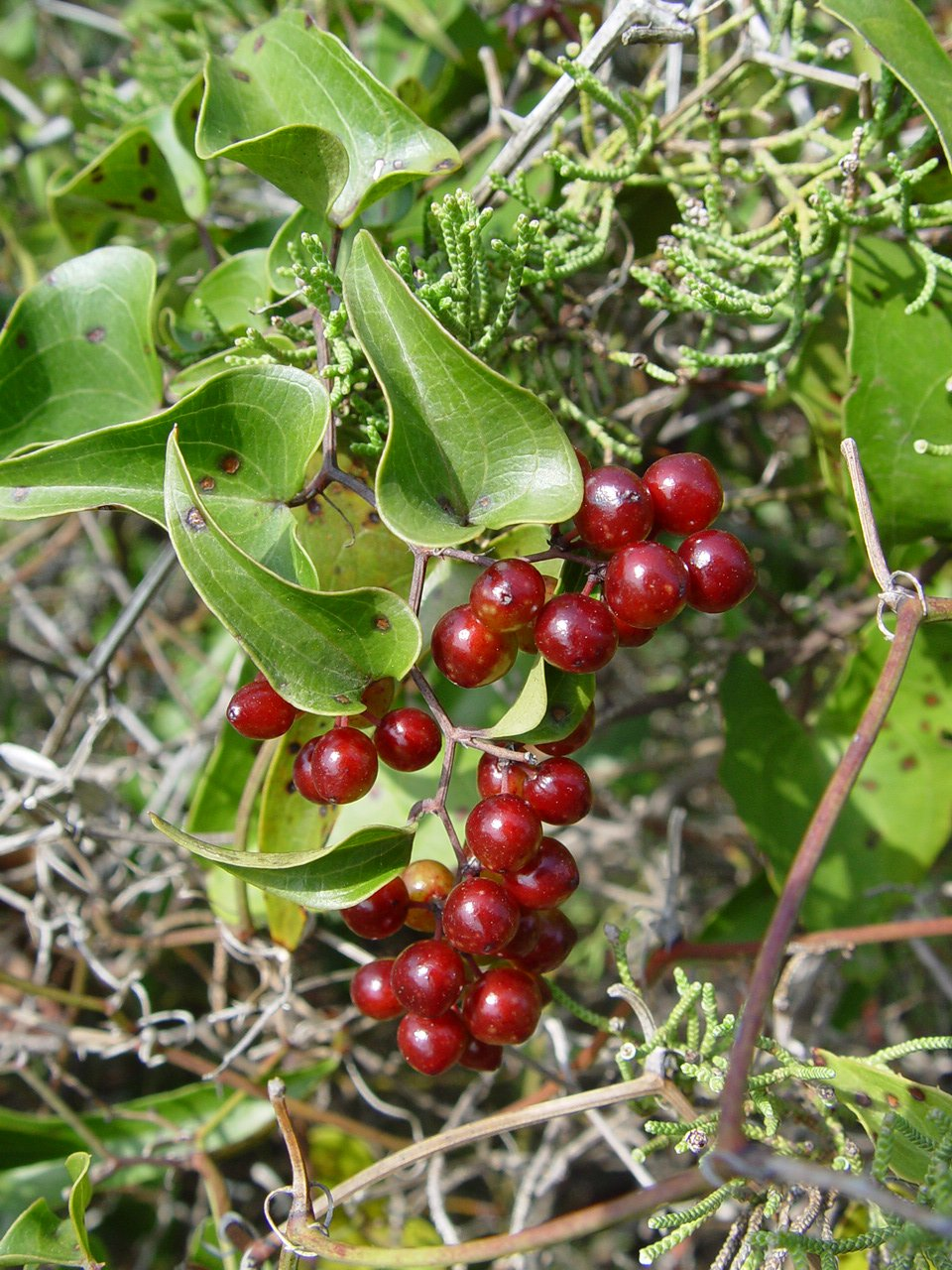
Zweig mit Laubblättern und Früchten

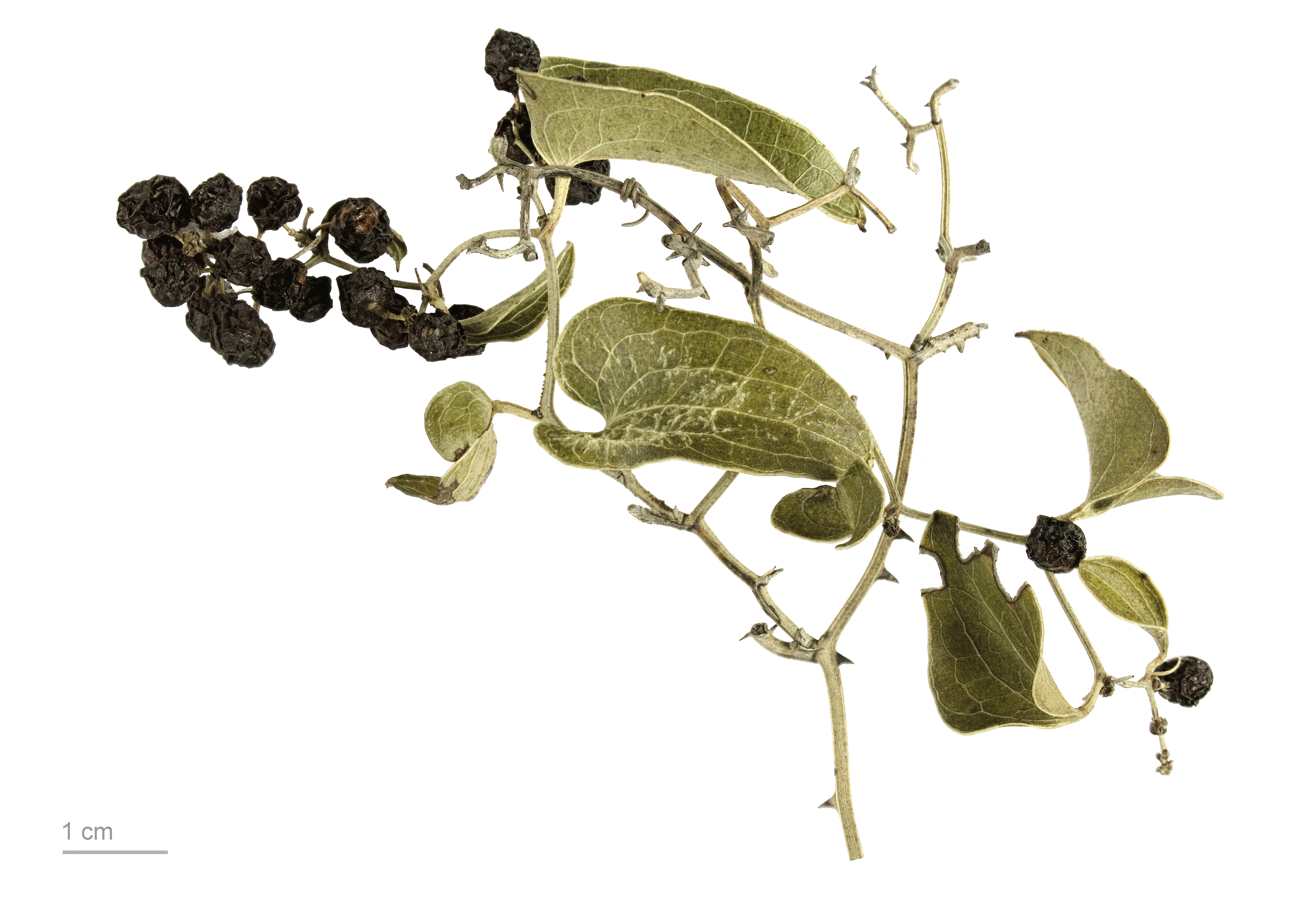
Zweig mit Laubblättern und Früchten

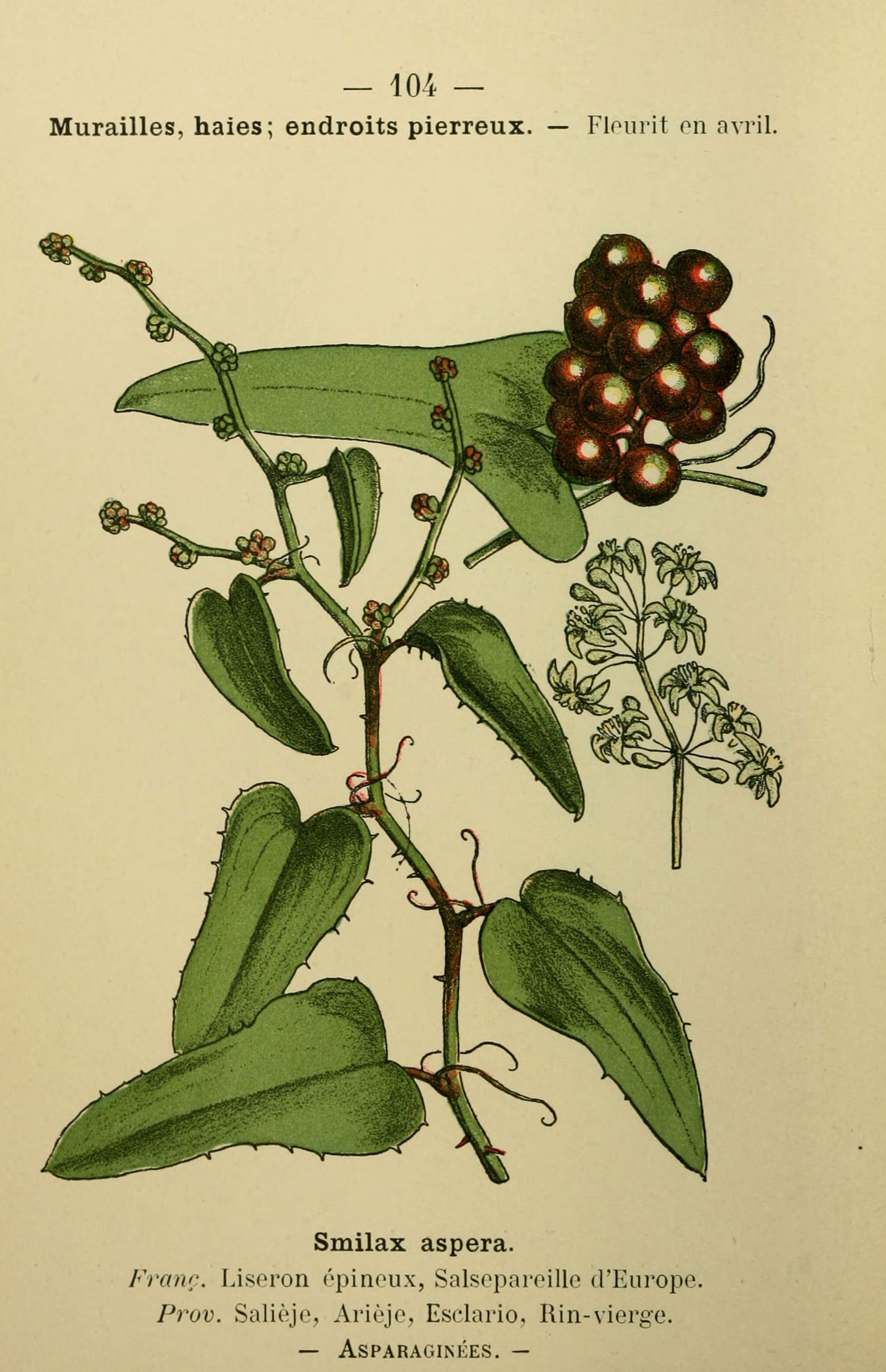
Illustration aus Flore coloriée de poche du littoral méditerranéen de Gênes à Barcelone y compris la Corse

### Vegetative Merkmale
Die Raue Stechwinde ist eine immergrüne, verholzende Kletterpflanze, die bis 15 Meter hoch klettert. Die Zweige sind deutlich vierkantig, hin- und hergebogen und mehr oder weniger dicht mit etwas gebogenen, kurzen und leicht zusammengedrückten Stacheln besetzt.
Die wechselständig angeordneten Laubblätter sind in Blattstiel und Blattspreite gegliedert. Der Blattstiel ist häufig gebogenen oder verdrehten, 3 bis 4 Zentimeter lang und manchmal mit wenigen Stacheln besetzt. Am Grund des Blattstiels wachsen zwei lange Ranken. Die einfache, auffallende glänzende, herz- bis spießförmige Blattspreite ist derb ledrig, herzförmig-dreieckig bis eiförmig-lanzettlich, 6 bis 15 Zentimeter lang und 5 bis 9,5 Zentimeter breit. Die Spreitenbasis ist herzförmig oder breit-keilförmig. Der Blattrand und die Mittelrippe der Blattunterseite sind häufig mit Stacheln versehen. Beide Blattseiten sind glänzend grün, die Oberseite ist häufig weiß gefleckt oder marmoriert. Je Blattspreite sind vier bis neun Blattadern erkennbar.

### Generative Merkmale
Die Raue Stechwinde ist zweihäusig getrenntgeschlechtig (diözisch). Der aus 5 bis 25 sitzenden, drei- bis sechsblütigen doldigen Teilblütenständen zusammengesetzte, ährige Gesamtblütenstand ist 7 bis 45 Zentimeter lang mit verlängerter Achse und etwas verdickter Basis. Es werden zahlreiche breit eiförmige Vorblätter gebildet.
Die Blüten duften stark und angenehm. Die eingeschlechtigen Blüten sind dreizählig. Die Blütenhülle ist einfach und nicht in Kelch und Krone unterteilt. Die Blütenhüllblätter der männlichen Blüten sind weiß, 4 bis 5 Millimeter lang und etwa 1 Millimeter breit. Ihre Staubblätter sind 2 bis 2,5 Millimeter lang. Weibliche Blüten besitzen etwas kleinere Blütenhüllblätter und sechs Staminodien.
Die anfangs grünen, während der Reifung roten und sich später blauschwarz färbenden Beeren bei Durchmessern von bis zu 5 Millimetern rundlich. Die dunkelbraunen Samen sind 4 Millimeter lang.

### Chromosomensatz
Die Chromosomengrundzahl beträgt x = 16; es liegt Diploidie mit einer Chromosomenzahl von 2n = 32 vor.

## Verbreitung
Das Verbreitungsgebiet der Rauen Stechwinde erstreckt sich vom Mittelmeerraum bis nach Malawi in Afrika und bis nach Indien, Nepal und Sri Lanka in Asien. Sie gedeiht in Macchien, Wäldern und an Mauern. In China findet man sie in Wäldern in Höhenlagen von 1000 bis 2000 Metern im Südwesten von Yunnan und im Süden des Autonomen Gebiets Tibet.

## Systematik
Die Erstveröffentlichung von Smilax aspera erfolgte 1753 durch Carl von Linné in seinem Werk Species Plantarum, 2, Seite 1028–1029. Synonyme für Smilax aspera L. sind: Smilax aspericaulis Wall. ex A.DC., Smilax maculata Roxb. Smilax sagittata Desv. ex Ham.
Die Art Smilax aspera gehört zur Gattung Smilax innerhalb der Familie der Smilacaceae.
Von Smilax aspera wurden mehrere Varietäten bzw. Unterarten beschrieben, deren Status unklar ist. Die Unterart Smilax aspera subsp. mauritanica (Poir.) Arc. hat breit herzförmige Laubblätter und ist beinahe stachellos.

## Verwendung und Inhaltsstoffe
Die jungen Sprosse werden ähnlich wie Wildspargel als Gemüse gegessen. Die Wurzeln und Sprosse enthalten Heteroside, Parillin und Kaliumnitrat. Sie wurden medizinisch als Diuretikum und als Ersatz für Smilax regelii u. a. verwendet. Ähnlich ist die Hohe Stechwinde.

## Nachweise